# Aleksy (Palicyn)
Aleksy, imię świeckie Wasilij Michajłowicz Palicyn (ur. 23 lipca?/4 sierpnia 1881 w Dubrowskim, zm. 8 kwietnia 1952) – rosyjski biskup prawosławny.

## Życiorys
Był synem kapłana prawosławnego. W 1910 ukończył seminarium duchowne w Riazaniu. Następnie przez dwa lata studiował weterynarię, jednak w 1913 zrezygnował z nauki w tym kierunku i wstąpił do jednego z monasterów w Kijowie, składając w nim w 1914 wieczyste śluby mnisze. W tym samym roku był kolejno wyświęcany na hierodiakona i hieromnicha. Jeszcze w 1914 przeniósł się do monastyru Dońskiego w Moskwie; do 1917 żył w domu biskupim metropolii piotrogrodzkiej. W 1919 otrzymał godność archimandryty. W latach 1922–1923 ponownie przebywał w Monasterze Dońskim, jako jego przełożony.  W 1923 został na trzy miesiące aresztowany. Po zwolnieniu ponownie objął obowiązki przełożonego, które pełnił do 1924.  Aresztowany ponownie we wrześniu 1924 razem z ks. Aleksandrem Chotowickim pod zarzutami udziału w życiu Kościoła, głoszenia skrajnie prawicowych poglądów politycznych i gromadzenia wokół siebie „reakcyjnego” duchowieństwa i wiernych. Skazany na trzyletnią zsyłkę, przebywał do 1925 w Kraju Narymskim. Następnie otrzymał zezwolenie na powrót do Moskwy.
28 marca 1926 przyjął chirotonię biskupią z tytułem biskupa możajskiego, wikariusza eparchii moskiewskiej. Nigdy nie podjął działalności biskupiej, gdyż na krótko po chirotonii został aresztowany i osadzony w obozie w dawnym Monasterze Sołowieckim. W 1930 został ponownie zesłany na Syberię.
W 1941 mógł ponownie podjął działalność duszpasterską, jako arcybiskup wołokołamski, wikariusz eparchii moskiewskiej. Między październikiem a grudniem 1941, w czasie ewakuacji locum tenens Patriarchatu Moskiewskiego, metropolity moskiewskiego i kołomieńskiego Sergiusza, tymczasowo zarządzał eparchię moskiewską. W 1942 został arcybiskupem kujbyszewskim i syzrańskim. Rok później uczestniczył w soborze biskupów, który wybrał metropolitę Sergiusza na patriarchę moskiewskiego i całej Rusi. Po jego zakończeniu prowadził działania na rzecz powrotu do Rosyjskiego Kościoła Prawosławnego byłych duchownych i wiernych Żywej Cerkwi w Azji Środkowej. Przez władze radzieckie uważany był za duchownego nielojalnego wobec rządu.
Zmarł po dwuletniej chorobie w 1952 i został pochowany w soborze Opieki Matki Bożej w Kujbyszewie.
Odznaczony medalem „Za obronę Moskwy”.